# Lionel Charbonnier
Lionel Charbonnier (Poitiers, 25 ottobre 1966) è un allenatore di calcio ed ex calciatore francese, campione del mondo con la nazionale francese nel 1998.

## Carriera

### Club
Charbonnier iniziò a 16 anni nel settore giovanile dell'Auxerre, con cui vinse due Coppe Gambardella. Dopo aver disputato la semifinale di ritorno della Coppa UEFA 1992-93 contro i tedeschi del Borussia Dortmund, nella stagione successiva venne promosso titolare. Con il club francese ha vinte due Coppe di Francia (1994 e 1996), la seconda nella stessa stagione della conquista del campionato francese.
Nel 1998, dopo Francia '98, si trasferì in Scozia ai Rangers di Glasgow, con cui conquistò per due volte il double campionato-Coppa di Scozia. Tuttavia, a causa dei continui infortuni, disputò ben poche partite come titolare, scavalcato da Stefan Klos.
Nel 2001 firma per i svizzeri del Losanna, con cui disputa la sua ultima stagione da calciatore, ritirandosi l'anno seguente.

### Nazionale
Charbonnier, nonostante diverse convocazioni per la nazionale francese, ha disputato una sola partita con i bleus, l'11 giugno 1997 quando scese in campo contro l'Italia nel Torneo di Francia (2-2).
Ha fatto parte, come terzo portiere, della nazionale francese che vinse il Mondiale 1998. Per questa vittoria è stato insignito della Legion d'onore dal presidente francese Jacques Chirac.

### Dopo il ritiro
Dopo il ritiro Charbonnier ha intrapreso la carriera di allenatore, guidando lo Stade Poitevin prima e il Sens poi.
Dal 2008 al 2009 è stato commissario tecnico della nazionale tahitiana Under-20, con la quale ha conquistato la qualificazione ai Mondiali Under-20 del 2009 in Egitto.

## Statistiche

### Cronologia presenze e reti in nazionale
| Cronologia completa delle presenze e delle reti in nazionale ― Francia | Cronologia completa delle presenze e delle reti in nazionale ― Francia | Cronologia completa delle presenze e delle reti in nazionale ― Francia | Cronologia completa delle presenze e delle reti in nazionale ― Francia | Cronologia completa delle presenze e delle reti in nazionale ― Francia | Cronologia completa delle presenze e delle reti in nazionale ― Francia | Cronologia completa delle presenze e delle reti in nazionale ― Francia | Cronologia completa delle presenze e delle reti in nazionale ― Francia |
| Data                                                                   | Città                                                                  | In casa                                                                | Risultato                                                              | Ospiti                                                                 | Competizione                                                           | Reti                                                                   | Note                                                                   |
| ---------------------------------------------------------------------- | ---------------------------------------------------------------------- | ---------------------------------------------------------------------- | ---------------------------------------------------------------------- | ---------------------------------------------------------------------- | ---------------------------------------------------------------------- | ---------------------------------------------------------------------- | ---------------------------------------------------------------------- |
| 11-6-1997                                                              | Parigi                                                                 | Francia                                                                | 2 – 2                                                                  | Italia                                                                 | Torneo di Francia                                                      | -2                                                                     |                                                                        |
| Totale                                                                 |                                                                        | Presenze                                                               | 1                                                                      |                                                                        | Reti                                                                   | -2                                                                     |                                                                        |

## Palmarès

### Giocatore

#### Club

##### Competizioni giovanili
- Coppa Gambardella: 2

Auxerre: 1985, 1986

##### Competizioni nazionali
- Coppa di Francia: 2

Auxerre: 1993-1994, 1995-1996
- Campionato francese: 1

Auxerre: 1995-1996
- Campionato scozzese: 2

Rangers: 1998-1999, 1999-2000
- Coppa di Scozia: 2

Rangers: 1998-1999, 1999-2000
- Coppa di Lega scozzese: 1

Rangers: 1998-1999

#### Nazionale
- Campionato mondiale: 1

1998